# Dalhems landskommun, Småland
Dalhems landskommun var en tidigare kommun i Kalmar län.

## Administrativ historik
När 1862 års kommunalförordningar trädde i kraft inrättades i Sverige cirka 2 500 kommuner. Huvuddelen av dessa var landskommuner (baserade på den äldre sockenindelningen), vartill kom 89 städer och åtta köpingar. I Dalhems socken i Norra Tjusts härad i Småland inrättades då denna kommun.
1931 överfördes en del av kommunen till den då nybildade Överums landskommun. Vid kommunreformen 1952 uppgick den resterande landskommunen i storkommunen Överum.
År 1971 uppgick Överums landskommun och detta område i Västerviks kommun.

## Politik

### Mandatfördelning i Dalhems landskommun 1938-1946
| 10 | 3 | 1 | 1 |

| 15 |

| 9 | 6 |

| 15 |

| 9 | 4 | 1 | 1 |

| 15 |